# Västra Gatusjötjärnen
Västra Gatusjötjärnen är en sjö i Sollefteå kommun i Ångermanland och ingår i Ångermanälvens huvudavrinningsområde.